# Bracia Matki Bożej z Syjonu
Bracia Matki Bożej z Syjonu – katolickie męskie zgromadzenie zakonne założone we Francji w 1852 przez Teodora Ratisbonne.

## Historia
Powstanie zgromadzenia związana jest z życiem dwóch braci: Théodore Ratisbonne i Alphonse Ratisbonne. Byli pochodzenia żydowskiego. Zupełnie niezależnie od siebie nawrócili się na katolicyzm. Théodore został księdzem diecezjalnym, zaś Alphonse jezuitą. Pragnąc rozwijać działalność misyjną w społeczności żydowskiej, Théodore założył najpierw żeńskie zgromadzeni zakonne Sióstr Matki Bożej Syjonu w Paryżu w 1843, które otrzymało zatwierdzenie papieskie w 1863. Alphonse opuścił w 1850 Towarzystwo Jezusowe i przyłączył się do brata, z którym założyli w 1852 męską gałąź, nazwaną najpierw Towarzystwem św. Piotra z Syjonu. Dopiero po śmierci Théodore Ratisbonne przyjęto nazywać wspólnotę męską Zgromadzeniem Braci Matki Bożej z Syjonu.
Zgromadzenie ma swoje domy we Francji, Brazylii i Izraelu.